# Кантор (музика)
Ка́нтор (лат. cantor — «співак», «співець», «музикант», «читець», «декламатор») — позначення таких професій:
- у музиці середньовіччя та Відродження — особа чоловічої статі, що виконувала вокальні фрагменти без супроводу, або у супроводі одного інструмента, як правило струнного;
- у католицькій церкві — півчий та соліст хору
- У лютеранській церкві — керівник хору (регент та композитор), часто органіст та викладач музично-теоретичних дисциплін у церковній школі;
- в юдаїзмі — синонім хаззана, — людини, що веде богослужіння у синагозі.

## Старовинна музика
З початку середньовіччя у католицькій церкві під час богослужіннь використовувався григоріанський спів, що передбачав лише чоловічі голоси, а жіночий спів публічне не допускався. Тому в церковних хорах, при виконанні пісноспівів під час літургії, для партій написаних у жіночих регістрах використовувались дитячі голоси: хлопчиків у препубертатному віці, які ще не набули тембру чоловічого голосу — дисканти. З таких хорів, як правило, й виходили кантори. Вони виконували сольні партії у хорі, або окремі твори без акомпанементу, а коли на богослужінні вводились музичні інструменти, — у супроводі лютні або іншого струнного інструмента.
Багато музикантів тієї доби розпочинали свою професійну діяльність з посади кантора. Деякі відомі композитори були канторами головних храмів Рима та інших великих центрів церковного життя.
Канторами були:
- Джованні П'єрлуїджі да Палестріна
- Джованні Томмазо Чімелло
- Франческо Фоджа
- Бальдассаре Донато
- Лука Маренціо
- Доменіко Аллеґрі
- Ґреґоріо Аллеґрі
- Джуліо Каччіні

## Лютеранська церква
До обов'язків канторів лютеранської церкви часто відносилось повне музичне забезпечення життя парафії. Кантор писав музику до богослужінь, регентував, супроводжував богослужіння грою на органі та викладав музику у парафіяльній школі. Нерідко оплата його праці була незначною, а зайнятість повною.
Канторами були:
- Йоганн Себастьян Бах